# Brucknerallee 190 (Mönchengladbach)

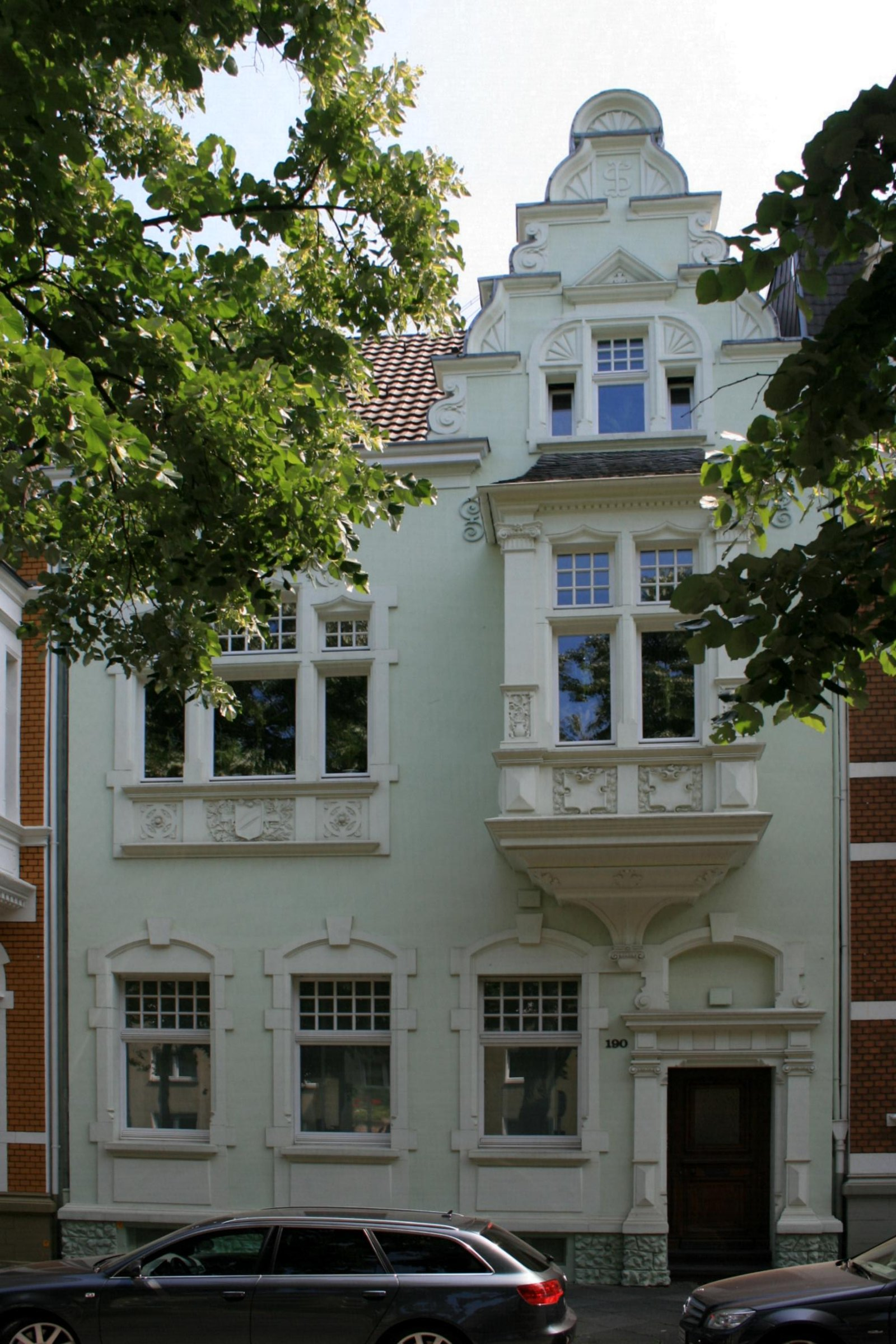
Wohnhaus und Schulhaus (2010)

Das Wohn- und Schulhaus Brucknerallee 190 steht im Stadtteil Grenzlandstadion in Mönchengladbach (Nordrhein-Westfalen).
Das Gebäude wurde 1890 erbaut. Es ist unter Nr. B 100 am 2. März 1989 in die Denkmalliste der Stadt Mönchengladbach eingetragen worden.

## Architektur
Das Haus ist an dem nördlichen Teilstück der alleeartig erweiterten Brucknerallee als Teil einer gut erhaltenen, intakten Zeile von historischen Gebäuden (Nr. 176–196) gelegen, die aus einer für Rheydt städtebaulich wichtigen Phase der Stadterweiterung um die Jahrhundertwende stammen.
Das 1899 erbaute Wohnhaus ist zweigeschossig und traufständig mit rechtsseitigem Giebel und darunter liegendem Erker.